# Societate pe acțiuni
Societatea pe acțiuni (abreviat SA sau S.A.) este una din formele de societate comercială cu o largă reglementare și implementare pe plan internațional. Aceasta este o societate de capitaluri, asociații răspund pentru pierderile societății doar în limita acțiunilor deținute. Astfel spus, asociații nu pot pierde mai mult decât au investit. Societatea pe acțiuni era denumită în legislația mai veche din România, societate anonimă.

## Societatea pe acțiuni de tip deschis
Societatea pe acțiuni de tip deschis este acea societate în care acționarii au dreptul nelimitat să înstrăineze acțiunile care le aparțin, acestea și alte hârtii de valoare putând fi vândute public unui cerc nelimitat de persoane. În România, numărul acționarilor nu este limitat, iar capitalul social minim necesar pentru înregistrarea acestui tip de societate reprezintă echivalentul în lei a 25.000 euro.

## Societatea pe acțiuni de tip închis
Societatea pe acțiuni de tip închis este societatea în care acționarii au dreptul să vândă propriile acțiuni numai în cadrul societății (acționarilor ei sau însăși societății). Potrivit legilor românești, societatea pe acțiuni de tip închis nu poate avea mai mult de 50 de acționari, iar capitalul social nu poate fi mai mic de 10 mii de lei.

## Cadru juridic
În România reglementarea societăților pe acțiuni este cuprinsă în Legea 31/1990 privind societățile comerciale. Pentru a se putea constitui o societate pe acțiuni sunt necesari minim doi acționari (până la modificarea Legii 31/1990 prin Legea 441/2006 erau necesari minim 5 acționari)și un capital social de 90.000 lei (până în anul 2005 cerințele de capital social erau mult mai modeste de numai 2.500 lei).

## Acțiunile
Capitalul social al unei societăți pe acțiuni este divizat în acțiuni a căror valoare nu poate să coboare sub 0,1 lei. Acțiunile pot fi de două feluri:
- nominative - în conținutul lor este înscris titularul dreptului
- la purtător - atunci când simpla posesie a înscrisului valorează titlu de proprietate

Acțiunile revin asociaților în funcție de cota de participare la capitalul social al societății. De exemplu, dacă fondatorii societății au stabilit valoarea unei acțiuni la 1 leu, iar capitalul social este de 100.000 lei, atunci asociatul care a contribuit cu 55.000 lei la formarea capitalului social deține 55.000 de acțiuni respectiv 55% din societate. 
Pe lângă dreptul la vot, calitatea de acționar conferă și alte drepturi cu caracter patrimonial sau nepatrimonial, cum sunt: 
- dreptul de a participa la adunarea generală a acționarilor
- dreptul de informare
- dreptul la dividende
- dreptul asupra părții cuvenite din lichidarea societății

Pentru a-și putea finanța activitățile o societate pe acțiuni poate emite noi acțiuni sau obligațiuni.

## Conducerea societății pe acțiuni
Societatea pe acțiuni este administrată de unul sau mai mulți administratori. Dacă sunt desemnați mai mulți administratori atunci este necesară constituirea unui consiliu de administrație, care poate delega o parte din puterile sale unui comitet de direcție. Președintele consiliului de administrație este și directorul general sau director al societății și, în această calitate, conduce și comitetul de direcție.